# Rundfunkjahr 1924

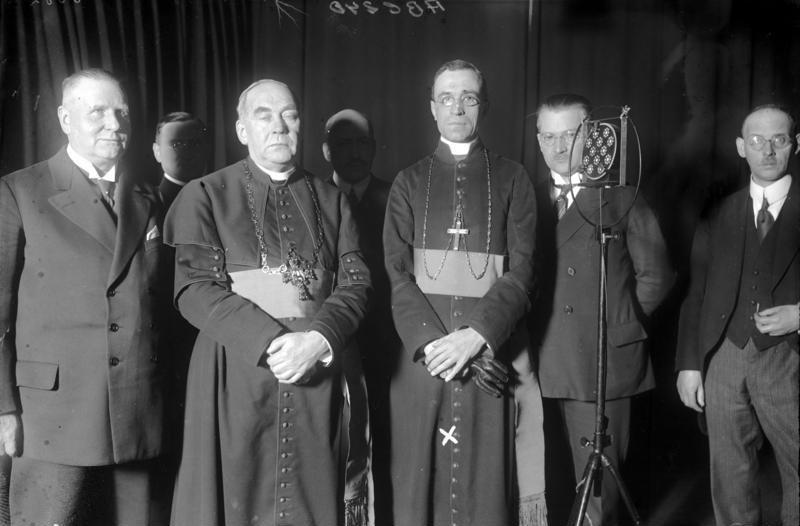
Der päpstliche Nuntius Eugenio Pacelli beim Besuch der Radio-Sendestation im Vox-Haus in Berlin (Januar 1924)

Liste der Rundfunkjahre

◄ | 1920 | 1921 | 1922 | 1923 | Rundfunkjahr 1924 | 1925 | 1926 | 1927 | 1928 | ► | ►►

Weitere Ereignisse

## Hörfunk
- 15. Januar – In Großbritannien sendet die Station 2LO der British Broadcasting Company das erste Original-Hörspiel Europas. Es stammt von Richard Hughes und trägt den Titel Danger bzw. A Comedy of Danger (deutscher Titel: Gefahr).
- 22. Januar – Die Mitteldeutsche Rundfunk AG (MIRAG) wird gegründet und geht am 2. März auf Sendung.
- 12. Februar – Calvin Coolidge hält die erste Rede eines US-Präsidenten im Radio. Von New York aus gesendet, erreicht sie geschätzte 5 Millionen Hörer.
- 12. Februar – The Eveready Hour hat seine Premiere bei der US-amerikanischen Radiostation WEAF (1922–1946). Die Sendung gilt als das erste kommerziell-gesponserte „variety program“ in der Geschichte des Rundfunk.
- 30. März – Aufnahme des Sendebetriebs von Deutsche Stunde in Bayern (von Münchner Geschäftsleuten gegründete Unterhaltungs mbH).
- 1. April – Aufnahme des Sendebetriebs des Südwestdeutschen Rundfunks mit dem Sender Frankfurt I.
- 2. Mai – Die Nordische Rundfunk AG (NORAG) geht in Hamburg erstmals auf Sendung.
- 11. Mai – Die Süddeutsche Rundfunk AG (Sürag) geht in Stuttgart erstmals auf Sendung.
- 26. Mai – Aufnahme des Sendebetriebs der Schlesischen Funkstunde AG aus Breslau.
- 14. Juni – Die Ostmarken Rundfunk AG (Orag) beginnt mit dem Sendebetrieb aus Königsberg.
- 13. Juli – Die erste Live-Übertragung eines Sportereignisses (Alster-Regatta) im deutschen Rundfunk.[1]
- 2. August – Aufnahme des Betriebs des Nebensenders Nürnberg von Deutsche Stunde in Bayern.
- 1. September – Aufnahme des Betriebs des Nebensenders Augsburg von Deutsche Stunde in Bayern.
- 14. September – 2BE Belfast, betrieben von der „British Broadcasting Company“ (heute British Broadcasting Corporation), geht als erster Hörfunksender Nordirlands on air.
- 10. Oktober – Die Westdeutsche Funkstunde AG (Wefag) geht in Münster erstmals auf Sendung.
- 30. November – Die NORAG startet ihr zweites Programm mit Sitz in Bremen.
- 1. Oktober – Die Radio Verkehrs AG (RAVAG) nimmt ihren offiziellen Sendebetrieb aus einem provisorischen Studio in Wien am Stubenring auf.

## Fernsehen
- 1924 überträgt der Schotte John Logie Baird mit seinem „Televisor“ auf Basis der Nipkowschen Scheibe Schattenbilder über eine Entfernung von drei Metern.

## Geboren
- 21. Januar – Benny Hill, britischer Komiker (The Benny Hill Show, 1969–1989) wird als Alfred Hawthorn Hill in Southampton geboren († 1992).
- 29. Januar – Edi Finger, österreichischer Sportreporter wird in Klagenfurt geboren († 1989).
- 2. März – Wolf In der Maur, österreichischer Journalist, zwischen 1974 und 1984 Radio- und Fernsehintendant des ORF wird in Klagenfurt geboren († 2005).
- 27. März – Claus Gatterer, österreichischer Fernsehjournalist wird in Sexten geboren († 1984).
- 4. Mai – Otto Grünmandl, österreichischer Kabarettist, Regisseur und Schriftsteller wird in Hall in Tirol geboren († 2000). Grünmandl, der in den 1970er Jahren Leiter der Literaturabteilung des ORF-Landesstudio Tirol ist, wird besonders durch seine satirischen Alpenländischen Interviews bekannt.
- 11. Mai – Jörg Mauthe, österreichischer liberal-konservativer Kulturpolitiker, Schriftsteller und Hörfunkredakteur (Satiresendung Der Watschenmann, 1950–1955, 1967–1974) wird in Wien geboren († 1986).
- 21. Juni – Fritz Bauchwitz, österreichisch-amerikanischer Hörfunkjournalist und -moderator wird in Wien geboren († 2009).
- 12. Juli – Heinz von Cramer, deutscher Autor und Hörspielregisseur wird in Stettin geboren († 2009).
- 2. August – O. F. Weidling, deutscher Fernsehentertainer wird als Otto Franz Weidling in Piesau geboren († 1985).
- 15. August – Werner Abrolat, deutscher Schauspieler und Synchronsprecher (Gonzo in der Muppet Show, Hausmeister Willie in Die Simpsons) wird in München geboren († 1997).
- 17. August – Peter Garden, deutscher Schauspieler, Sänger und Showmaster wird in München geboren. († 2015)
- 30. November – Allan Sherman, US-amerikanischer Fernsehproduzent, Schauspieler und Parodist wird in Chicago geboren († 1973).
- 20. Dezember – Walter Davy, österreichischer Schauspieler und Fernsehregisseur wird in Wien geboren († 2003). Einer breiten Öffentlichkeit wurde Davy vor allem in der Rolle des Schremser in der Krimiparodie Kottan ermittelt bekannt.